# Jaime Castillo Petruzzi
Jaime Francisco Sebastián Castillo Petruzzi, conocido como Torito, es un exmilitante de la organización chilena de extrema izquierda Movimiento de Izquierda Revolucionaria (MIR) y de la organización terrorista peruana Movimiento Revolucionario Túpac Amaru (MRTA). Fue parte del secuestro y ejecución del empresario David Ballón Vera. Condenado en un comienzo a cadena perpetua, su pena fue reducida y aceptada por el poder judicial durante el gobierno de Pedro Pablo Kuczynski. 

## Biografía
Castillo se convirtió en militante del MIR durante sus estudios secundarios. En 1973, inmediatamente después del golpe de Estado de Augusto Pinochet, una patrulla militar fue a apresarlo pero no pudo entrar al condominio, tras esto huyó al exilio a París para terminar estudios. En la Universidad de París conoció a otros estudiantes, al futuro líder del MRTA Víctor Polay Campos y al ex presidente del Perú, Alan García. Desde París, viajó a El Salvador y luchó en la guerra civil durante dos años. Después de esto, viajó a Nicaragua para ayudar al gobierno a luchar contra los rebeldes de la contra apoyados y armados por la CIA. Alrededor de 1987, el fracaso militar y las numerosas diferencias políticas internas que plagaron al MRTA llevaron a Polay Campos a contactar a Petruzzi e instarlo a ir al Perú y unirse a su organización terrorista.

### Movimiento Revolucionario Tupac Amaru
Llegó al Perú con otros dos combatientes internacionalistas chilenos e ingresaron en las filas del grupo terrorista MRTA. Petruzzi secuestraba a empresarios prominentes durante este período, que fueron mantenidos en "cárceles del pueblo" y generalmente intercambiados por dinero para comprar armamento y equipamiento moderno. Fue parte de la fuga de Polay Campos en 1990.

### Detención
Fue capturado en 1993 y condenado por el delito de terrorismo, debido a su participación en una operación de secuestro que terminó con el asesinato del empresario David Ballón Vera.

### Condena
Petruzzi fue sentenciado a cadena perpetua (por terrorismo). Fue encarcelado en la prisión de alta seguridad de Yanamayo en Puno, Perú. En 1999, la Corte Interamericana de Derechos Humanos dictaminó que el juicio contra Jaime Castillo Petruzzi, María Concepción Pincheira Sáez, Lautaro Enrique Mellado Saavedra y Alejandro Luis Astorga Valdez era inválido por incompatibilidad con la Convención Interamericana de Derechos Humanos. El Tribunal reconoció la violación de 9 artículos de dicha Convención por parte del Estado peruano y ordenó que se garantizara a los acusados un nuevo juicio con plena observancia del debido proceso legal. La Corte también ordenó al Estado peruano pagar a la familia una suma total de USD $ 10,000.00 o su equivalente en moneda nacional peruana. 

### Estadía en prisión
En abril de 2001, Castillo y otros cinco chilenos encarcelados en Yanamayo comenzaron una huelga de hambre pidiendo ser repatriados a Chile. Al mes siguiente fueron trasladados a Lima, y el nuevo gobierno peruano (con Valentin Paniagua como presidente) decidió volver a unirse a la Comisión Interamericana de Derechos Humanos y aceptó su veredicto en el caso de Castillo Petruzzi. En junio, la cadena perpetua fue anulada y comenzó un nuevo juicio. En septiembre de 2003, Jaime Castillo fue sentenciado a 23 años de prisión y daños civiles de 250,000 soles (moneda peruana). Otros dos chilenos se beneficiaron de la nueva resolución y fueron liberados, uno en libertad condicional.

### Liberación y expulsión del Perú
Jaime Castillo podría haber sido liberado en febrero de 2010 si su derecho a las prestaciones penitenciarias hubiera sido reconocido de acuerdo con el marco legal actual en el Perú (después de tres cuartos del tiempo servido, la sentencia se reduce debido al trabajo y estudio). Jaime Castillo está obligado a ser liberado en pleno cumplimiento de la sentencia el 14 de octubre de 2016. Fue expulsado del país con la prohibición de volver a tocar suelo peruano.
Arribó a Chile el 15 de octubre de 2016, donde fue recibido en el aeropuerto de Pudahuel por familiares, amigos, excompañeros del MIR y Roberto Márquez, líder de la banda Illapu, quien luego el 12 de noviembre en el concierto de los 45 años de la banda, le dedicó la canción "Vuelvo".